# Nuño Coresma
Nuño Coresma (Tordesillas, 1600 - bij Mozambique, oktober 1650) was een Spaans missionaris in Azië en Afrika.

## Levensloop
Op een leeftijd van 16 jaar trad Coresma toe tot de orde van de jezuïeten en in 1625 vertrok hij naar het Patriarchaat Oost-Indië, in Goa.

### Tibet
In 1635 reisde hij naar Tsaparang in het koninkrijk Guge in West-Tibet, samen met zes andere jezuïeten, waaronder Manuel Marques. Tijdens de grote hongersnood die zich uitstrekte tot aan het koninkrijk Garhwal, overleden vijf van zijn zes medereizigers. Tijdens hun verblijf was de situatie in Guge verslechterd en werden hij en Marques enige tijd gevangen gehouden in hun huis door een groep soldaten, zoals blijkt uit een brief die hij schreef op 14 december 1635. Uiteindelijk werden ze het land uitgezet en kwamen ze aan in Agra op 11 december 1635.
Anders dan António de Andrade, die Tibet in de zomers van 1623 en 1624 had bezocht, was hij ronduit negatief over Tibetanen. Hij was van mening dat de mensen niet in staat waren de mysteries van het christendom te begrijpen en beschreef het volk als erg arm, onbeschaafd en grof op een manier die hij daarvoor nog niet eerder had gezien. De tempels werden volgens Coresma alleen bezocht om te eten en drinken.

### Terugkeer in India
Na zijn terugkeer uit Tsaparang werd hij hoofd van het college van Tanna of Thana op het eiland Salsette. Na 1641 werd zijn naam niet meer aangetroffen in de catalogi. Op een lijst uit 1653 verschijnt echter nog eenmaal zijn naam, waarbij vermeld werd dat hij verdween op een reis naar India in oktober 1650, net voor de kust van Mozambique in de buurt van de rivier Licungo.